# Първи балкански съюз
Първият балкански съюз е система от съюзни договори, сключени 60-те години на XIX век между балканските християнски държави срещу Османската империя. Опекун на съюза е Наполеон III, който по стара изпитана френска рецепта е защитник на идеята за балкански национализъм и насърчава Сърбия и Гърция да изградят съюзи и да подкопаят османското влияние в региона. Франция планира да реши Балканския източен въпрос чрез събиране на всички балкански славяни, включително българите, около Сърбия като техен стълб. Това е не само неофициално предложено от френски дипломати през 1861 г., но и официално предложено в Санкт Петербург през 1867 г. Създаването на балкански съюзи е подкрепено и подпомогнато от Русия, защото съответства на нейната политика за насърчаване на балканското единство, и като опит за разбиване на статуквото на Парижкия мир от 1856 г.

## Мотиви
Първият балкански съюз е изграден от сръбската дипломация в лицето на княз Михаил Обренович и министър-председателя Илия Гарашанин. Стремежът на Михаил е да създаде и оглави голяма южнославянска държава за сметка на османски владения. На този проект откликва част от революционно настроената българска емиграция, която разчита на сръбска подкрепа за освобождението на България. Мотивите на Гърция за сближение със Сърбия са свързани с избухването на Критското въстание през 1866 и опасността от война с Османската империя, за която Атина е военно и финансово неподготвена. Поради неподготвеността на Гърция и Румъния и материалната зависимост на българи и черногорци, осъществяването на общата цел – унищожаване на османското господство на Балканите – зависи преди всичко от Белград. На свой ред, Михаил и Гарашанин разчитат на руска подкрепа за дипломатическо изолиране на Османската империя и за подготовка на съвместни военни действия на балканските държави и народи. Русия подкрепя начинанието като изпраща в Белград пари, оръжие и офицери и насърчава българи и албанци за съюз със сърбите. Така Петербург се стреми към ликвидиране на последиците от Кримската война и Парижкия договор от 1856 година и към контрол върху Проливите чрез изграждане на балканска конфедерация от приятелски настроени държави.

## Съюзни договори

### Между Сърбия и Черна гора
През септември 1866 година владетелите на Сърбия и Черна гора се договарят да подготвят обща война срещу Османската империя, която трябва да бъде предшествана от въстания в османските територии. Срещу материална помощ от Белград черногорският княз Никола се задължава да съгласува антиосманските си действия със сръбската страна. Договорът предвижда и обединение в обща държава начело с Михаил Обренович в замяна на материални привилегии за княз Никола.

### Преговори с албанците
За да осигури допълнителна подкрепа на Сърбия при евентуален въоръжен конфликт с Османската империя, през лятото на 1866 година руският посланик в Истанбул Николай Игнатиев убеждава албански водачи да се свържат с Михаил Обренович. Един от тях – Джелал паша, получава руски субсидии, за да въоръжи сънародниците си срещу Високата порта.

### Сътрудничество с българите
От средите на българската емиграция Добродетелната дружина подкрепя в началото на 1867 година идеята за създаване на сръбско-българска държава под политическото и военното ръководство на сръбския княз. Преговори между пратеници на Дружината и Гарашанин през май същата година водят до създаване на Втората българска легия.

### Между Сърбия и Гърция
Сръбско-гръцкият съюз е подписан на 26 август 1867 година. С него е поставен конкретен срок за начало на войната срещу Османската империя – март 1868 година. Дотогава Сърбия трябва да подготви 60-хилядна армия, а Гърция – 30 хиляди бойци и флот. Съюзниците си поставят за цел пълното освобождение на всички християни в Европейска Турция и на егейските острови, оставяйки уточнението на бъдещите граници на по-късен етап. Сърбия си запазва правото върху Босна и Херцеговина, а Гърция се стреми към анексия на Крит, Епир и Тесалия.

### Между Сърбия и Румъния
Последен, през януари 1868 година, е сключен сръбско-румънският договор. В хода на преговорите на Михаил Обренович е предложена подялба на българските земи след премахването на османската власт, като румънското правителство запазва за себе си земите на север от линията Русе – Варна. Окончателният договор не съдържа такава клауза, а условия за разширяване на двустранната търговия и румънски неутралитет в случай на сръбско-турска война.

## Разпадане
Засилването на Сърбия застрашава интересите на Австрия. Макар и отслабена от поражението в австро-пруската война, Виена се противопоставя успешно на Балканския съюз. Използвайки френските опасения от засилването на Прусия, през август 1867 Австрия сключва съглашение с Франция за противодействие на общо въстание и руско нахлуване на Балканите. Заради опасения от австрийско нахлуване в Босна, същата есен руската страна предлага и прокарва декларация на Великите сили за ненамеса в турските дела. В началото на 1868 тя предупреждава българи, сърби и гърци, че в случай на въстание ще могат да разчитат само на морална поддръжка. В същото време Австро-Унгария успява да разколебае Михаил Обренович с обещание да му даде Босна и Херцеговина. Сръбско-руските отношения се влошават след падането на Гарашанин от власт през есента на 1867. Поражението на Критското въстание и неуспехите в църковната борба с българите подтикват Гърция към помирение и сближение с османското правителство. Балканският съюз се разпада окончателно след убийството на Михаил Обренович през май 1868. Наследникът на Михаил – княз Милан, подема австрофилска политика.